# La Guinea (México)
La Guinea es una localidad del municipio de Santiago Ixcuintla, Nayarit,  en México. Ubicada a 25 m s. n. m. (metros sobre el nivel del mar.)
Fundación aproximadamente 1925-2000
Tierras de Fundación
Las tierras que hoy ocupan el poblado ,pertenecían al rancho ganadero "El verdineño" que está a 10 metros al sur de la guinea.
la economía de agricultura
su principal fuente de trabajo es el mangoseguido por el arroz  y el maíz.

## Límites
Al sureste, con el municipio capitalino del estado de Nayarit (TEPIC) 
Al suroeste, con el municipio de San Blas, Nayarit.

## Economía
Los alrededores de la localidad se encuentran rodeados de cultivos de arroz, mango, maíz y cocos.
Esta localidad vive de este trabajo.

## Población
La población en 2010  era de aproximadamente 323 habitantes.  Cuenta con escuelas, una iglesia patronal ( nuestra señora del Carmen) un comisariado ejidal y empaques de mango. Junto a la localidad se encuentra el famoso rancho ganadero de la zona "el verdineño" se encuentra a 14 .2 km de la cabecera municipal la Guinea Nayarit , según el censo realizado por el INEGI en 2020 en la Guinea eran 360 habitantes.